# Petersburger Blutsonntag

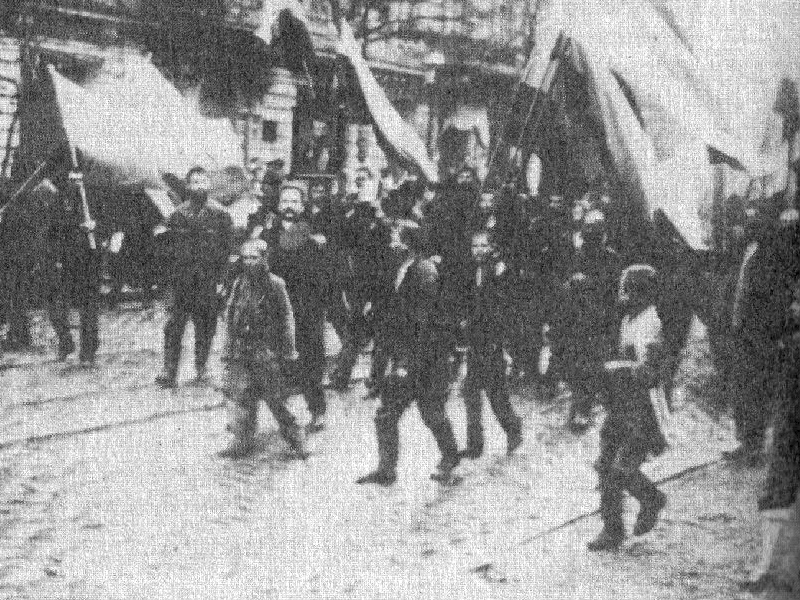
Demonstranten auf dem Weg zum Winterpalast in St. Petersburg

Der Petersburger Blutsonntag (auch Blutiger Sonntag, Roter oder Schwarzer Sonntag) des Jahres 1905 war ein Ereignis in der Geschichte des Russischen Kaiserreichs und Teil der Russischen Revolution von 1905.

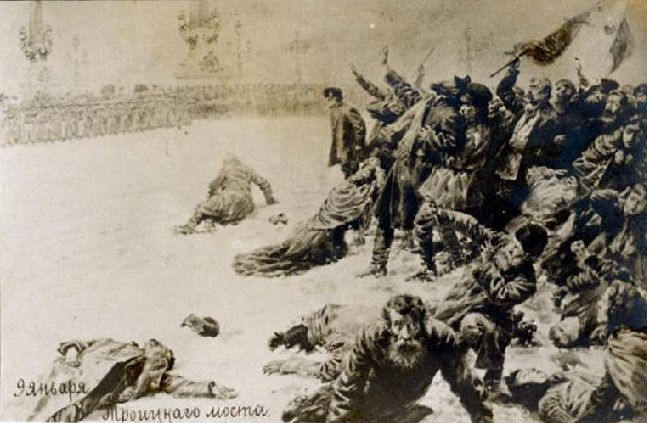
Die Ereignisse nach Darstellung eines unbekannten Künstlers

## Der Blutsonntag

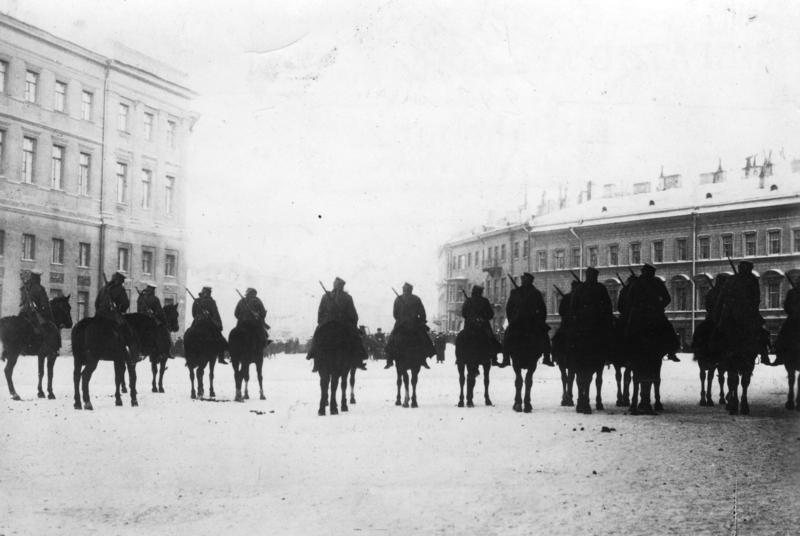
Militär vor dem Winterpalast

In den ersten Januartagen 1905 erfasste ein Generalstreik in Sankt Petersburg zuerst die Putilow-Werke und bald darauf auch die Werften, Manufakturen und Webereien. Am Sonntag, dem 9. Januarjul. / 22. Januar 1905greg. begaben sich Zehntausende von Arbeitern, angeführt durch den orthodoxen Priester Vater Georgi Gapon, auf einen Sternmarsch aus den Vororten Sankt Petersburgs zum Winterpalast, der Residenz von Zar Nikolaus II., in der Absicht, friedlich und gesetzeskonform für menschenwürdigere Betriebsbedingungen, Agrarreformen, die Abschaffung der Zensur und religiöse Toleranz zu demonstrieren. Die Demonstranten forderten überdies die Schaffung einer Volksvertretung.
Bis zu Nikolaus II. drangen die Demonstranten allerdings nicht vor. Bereits vor dem Narwa-Tor wurden sie durch Soldaten aufgehalten, die auf die Menschenmenge schossen. Am Nachmittag kam es erneut zu Zusammenstößen rund um den Winterpalast, bei denen die Armee erneut auf die Demonstranten schoss. Die Angaben und Schätzungen zu den Opfern unter den Demonstranten variieren. Angaben über eintausend Tote haben der Schriftsteller Alexander Issajewitsch Solschenizyn und zuletzt der Historiker Kevin O’Connor widersprochen. Während Solschenizyn in Archipel Gulag, Band 3, von 400 Toten spricht, geht Kevin O’Connor von 130 Toten aus.
Am 12. Januarjul. / 25. Januar 1905greg. gab der Zar einen Erlass an den vollziehenden Senat heraus:

„Die Ereignisse der letzten Tage in Petersburg zeigten die Notwendigkeit, außerordentliche, den Zeitumständen entsprechende Maßregeln zu ergreifen zur Aufrechterhaltung der Staatsordnung und der öffentlichen Sicherheit. Deswegen erachten wir für notwendig, das Amt eines Petersburger Generalgouverneurs zu schaffen auf Grundlage von Gesetzbestimmungen über die Hauptgouvernementschefs und der nachfolgenden Regeln: 1. Dem Petersburger Generalgouverneur werden Stadt und Gouvernement Petersburg untergeordnet. […] 5. Dem Generalgouverneur wird anheimgestellt, zur Unterstützung der Zivilbehörden Militär herbeizurufen, sobald er es nötig erachtet, und nach Gutdünken die Waffenart sowie die Anzahl der Truppen zu bestimmen, die sodann seinen Befehlen unterstehen.“

Infolge der Unruhen wurde Innenminister Pjotr Dmitrijewitsch Swjatopolk-Mirski am 19. Januarjul. / 1. Februar 1905greg. nach offizieller Darstellung „seinem Ansuchen gemäß wegen Zerrüttung seiner Gesundheit von seinem Amte enthoben“:

„Für die letzten Unruhen ist nunmehr ein Sündenbock gefunden. Der Zar beauftragte den Fürsten Wassiltschikow mit der Untersuchung der Sache. Der Fürst weist in seinem Bericht auf den Generaladjutanten Fullon, den früheren Stadthauptmann, als die direkte Ursache der Unruhen hin. Die Petersburger Polizei hätte unter Fullons Leitung geschlafen. So hat man jetzt wenigstens den ‚Schuldigen‘, aus dessen Ernennung zum Generalgouverneur von Warschau nun nichts mehr werden kann. Dabei weiß jedermann, daß Fullon durch Mirskys Befehle die Hände gebunden waren. Aber er mußte für den Blutsonntag bezahlen.“

## Revolutionäre Unruhen in der Folge
In der Folge erhob sich das russische Volk gegen die Obrigkeit: Streiks, revolutionäre Aufstände, Meuterei, Morde an Grundbesitzern und Industriellen waren an der Tagesordnung. Es breitete sich eine gewalttätige Protestwelle gegen die Politik des Zaren aus. Ein Generalstreik der sozialistisch organisierten Arbeiter legte das öffentliche Leben lahm, um den Zaren zu zwingen, einige Zugeständnisse zu machen. Dieser brachte unter dem öffentlichen Druck das Oktobermanifest heraus, das Grundrechte und eine gesetzgebende Volksvertretung, die Duma, auf der Grundlage des allgemeinen Wahlrechts proklamierte. Es trat jedoch keine wirkliche Verbesserung ein, denn der Zar löste das Parlament umgehend wieder auf. Die politischen Spannungen setzten sich fort.

## Das gestellte Foto von 1925

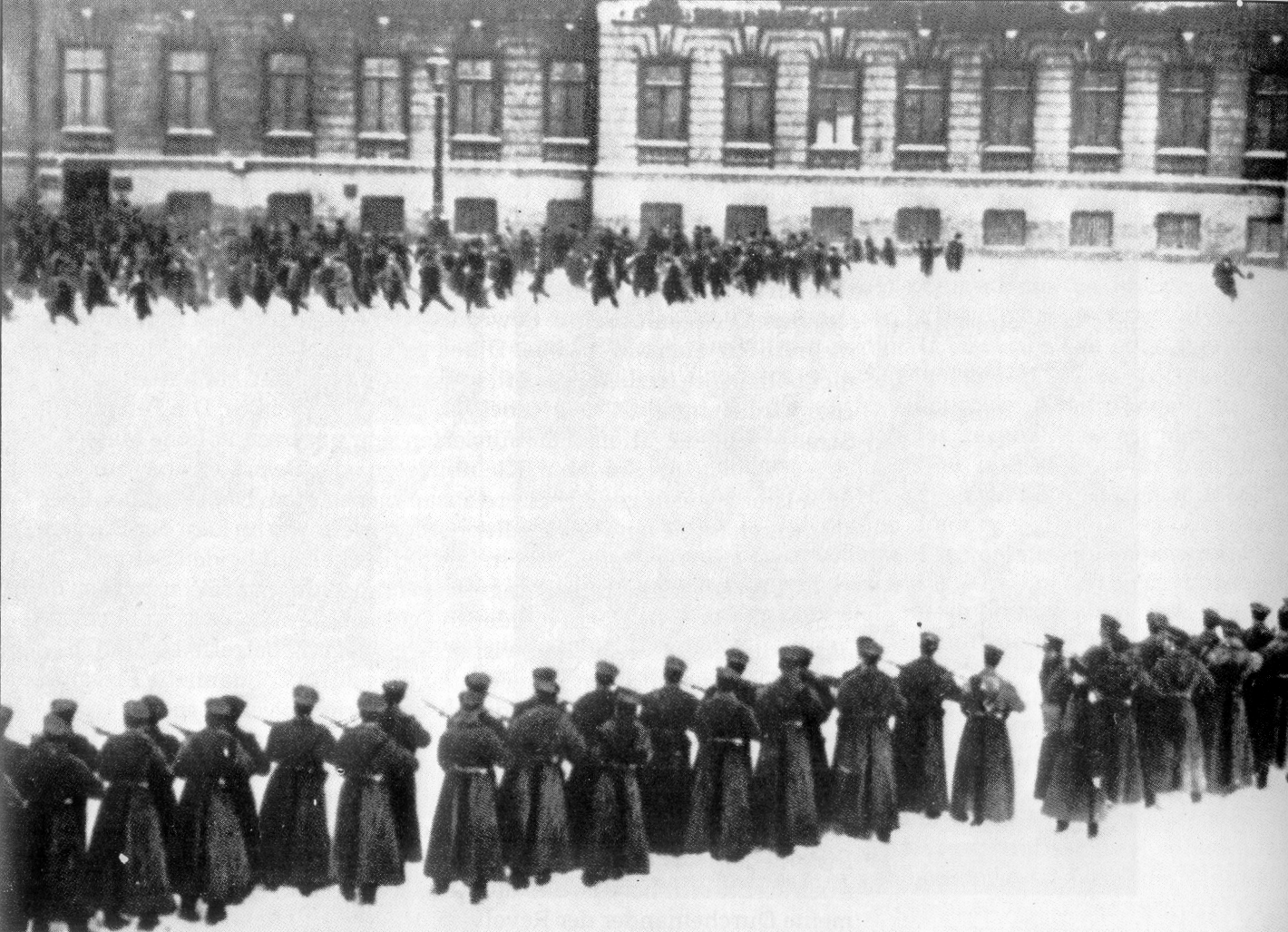
Demonstranten (oben) flüchten panikartig vor den Soldaten (unten im Bild). Das Foto wurde wohl erst 1925 nachgestellt

Zwar wurden am 9. Januarjul. / 22. Januar 1905greg. vor Ort von den Straßen und Barrikaden Bilder gemacht, kein Bild erlangte aber die Popularität und Verbreitung der Aufnahme, die eine vor einer Reihe Soldaten flüchtende Menschenmenge im verschneiten St. Petersburg zeigt. Die Aufnahme entfaltet eine eindrucksvolle Intensität:

„Die Aufstellung der Soldaten und der Massen im Schnee, der scharfe Kontrast von schwarz und weiß und der Schnitt der Diagonalen, all dies hat zum Erfolg des Bildes beigetragen, in dem man den sowjetischen Kinostil der zwanziger Jahre wiederzuerkennen glaubt.“

Das Foto zeigt vermutlich eine Szene aus dem Film Devjatoe Janvarja (deutsch 9. Januar) bzw. unter anderem Titel Krovavoe voskresen’je (deutsch Blutsonntag) von Wjatscheslaw Wiskowski, den er 1925 mit einigen prominenten Schauspielern drehte. Neben Jewgenij Boronihin in der Rolle des Priesters Gapon spielt Alexander Edwakow Nikolaus II. Das Foto wäre demnach bei den Dreharbeiten entstanden; ob es sich hierbei um ein aus dem Film kopiertes Fotogramm oder um ein Standfoto handelt, kann heute nicht mehr abschließend geklärt werden.
Das Foto tauchte erst Ende der zwanziger Jahre in Zeitungen und Zeitschriften auf. Zwischen 1927 und 1930 wurde es durch die TASS verbreitet und als eine authentische Aufnahme von 1905 ausgegeben. Es fand so als besonderes, eindrucksvolles Bild der Geschehnisse Eingang in fast alle russischen Geschichtsbücher. Auch andere Arbeiten veröffentlichten das Bild, so etwa die 1977 unter dem Titel Les premiers reporters photographes 1848–1914 (deutsch Die ersten Photoreporter 1848–1914) erschienene Geschichte der Photographie.

## Künstlerische Rezeption
Wladimir Makowski schuf ein Gemälde mit dem Titel „Der Blutsonntag“.
Dmitri Schostakowitsch stellte 1957, vier Jahre nach Stalins Tod, seine 11. Sinfonie vor, die den getöteten Arbeitern am „Petersburger Blutsonntag“ ein Denkmal setzt.
Das jiddische Lied Dem nayntn Yanuar handelt vom Petersburger Blutsonntag.